# سام پرکینز
سام پرکینز (انگلیسی: Sam Perkins؛ زاده ۱۴ ژوئن ۱۹۶۱) یک بازیکن بسکتبال اهل ایالات متحده آمریکا است.